# 延喜・天暦の治
延喜・天暦の治（えんぎ・てんりゃくのち）とは、平安時代中期（10世紀）の第60代醍醐、その皇子の第62代村上両天皇の治世を聖代視した呼称。延喜は醍醐の、天暦は村上の元号である。延喜の治および天暦の治も参照のこと。

## 概要
両治世は天皇親政が行われ、王朝政治・王朝文化の最盛期となった理想の時代として後世の人々に観念された。両治世を聖代視する考えは、早くも10世紀後半には現れており、11世紀前葉～中葉ごろの貴族社会に広く浸透した。当時は摂関家が政治の上層を独占する摂関政治が展開し、中流・下流貴族は特定の官職を世襲してそれ以上の昇進が望めない、といった家職の固定化が進んでいた。そうした中で、中流貴族も上層へある程度昇進していた延喜・天暦期を理想の治世とする考えが中下流貴族の間に広まったのである。
実際には、延喜・天暦期は律令国家体制から王朝国家体制へ移行する過渡期に当たっており、様々な改革が展開した時期であり、それらの改革は天皇親政というよりも、徐々に形成しつつあった摂関政治によって支えられていた。しかし、後世の人々によって、延喜・天暦期の聖代視は意識的に喧伝されていき、平安後期には理想の政治像として定着した。鎌倉幕府が成立して後白河法皇が亡くなった時には九条兼実は延喜天暦の古風が失われていく時代だったと嘆き、後醍醐天皇も延喜天暦期を天皇親政が行われた理想の時代と認識し、武家政治を排して建武の新政を展開した。その建武の新政の破綻後、征夷大将軍となって室町幕府を開いた足利尊氏も、建武式目で「遠くは延喜・天暦両聖の徳化を訪ひ」と、再現すべき理想の時代の一つに挙げている。
江戸末期にも延喜・天暦の治を理想視する思想が明治維新の原動力の一つとなり、そうした考えは明治以降の皇国史観にも引き継がれた。
第二次世界大戦後に研究が進むと、潜在的に不満を抱いていた中下流の文人貴族層による過大な評価であることが明らかとなり、またその時期の実際の政策も宇多天皇期及びその後の宇多上皇による事実上の院政下で行われたものの延長でしかないことが明らかになった。また、摂関政治の前提である摂政・関白自体が延喜・天暦期には非常設の臨時の職に過ぎなかったことも明らかにされた。これによって、延喜・天暦期を特別に重視することなく、9世紀から11世紀までの期間を律令国家期から王朝国家期への移行期としてとらえる見解が通説となっている。